# Futbol'nyj Klub Mordovija 2014-2015
Questa voce raccoglie le informazioni riguardanti il Futbol'nyj Klub Mordovija nelle competizioni ufficiali della stagione 2014-2015.

## Stagione
Al ritorno in Prem'er-Liga la squadra arrivò all'ottavo posto in classifica.

## Maglie
| Manica sinistra · Maglietta · Maglietta · Manica destra · Pantaloncini · Calzettoni | Manica sinistra · Maglietta · Maglietta · Manica destra · Pantaloncini · Calzettoni |

## Rosa
| N. |                        | Ruolo | Calciatore          |
| -- | ---------------------- | ----- | ------------------- |
| 1  | Russia (bandiera)      | P     | Anton Kochenkov     |
| 3  | Russia (bandiera)      | D     | Evgeniy Gapon       |
| 4  | Bielorussia (bandiera) | D     | Igor Shitov         |
| 5  | Russia (bandiera)      | D     | Viktor Vasin        |
| 6  | Suriname (bandiera)    | C     | Mitchell Donald     |
| 7  | Francia (bandiera)     | C     | Damien Le Tallec    |
| 8  | Russia (bandiera)      | C     | Anton Bober         |
| 9  | Russia (bandiera)      | C     | Rustem Mukhametshin |
| 10 | Belgio (bandiera)      | C     | Danilo              |
| 11 | Russia (bandiera)      | A     | Dmitriy Sysuev      |
| 12 | Montenegro (bandiera)  | D     | Vladimir Bozovic    |
| 14 | Russia (bandiera)      | A     | Pavel Yakovlev      |
| 16 | Portogallo (bandiera)  | A     | Yannick Djaló       |
| 17 | Russia (bandiera)      | D     | Aslan Dudiev        |
| 18 | Senegal (bandiera)     | C     | Ibrahima Niasse     |

| N. |                        | Ruolo | Calciatore          |
| -- | ---------------------- | ----- | ------------------- |
| 22 | Russia (bandiera)      | A     | Sergey Samodin      |
| 23 | Russia (bandiera)      | A     | Ruslan Mukhametshin |
| 25 | Moldavia (bandiera)    | P     | Ilie Cebanu         |
| 32 | Serbia (bandiera)      | D     | Marko Lomic         |
| 33 | Russia (bandiera)      | P     | Denis Shebanov      |
| 40 | Serbia (bandiera)      | D     | Milan Perendija     |
| 48 | Russia (bandiera)      | A     | Evgeniy Lutsenko    |
| 55 | Russia (bandiera)      | D     | Ruslan Nakhushev    |
| 84 | Russia (bandiera)      | C     | Oleg Vlasov         |
| 88 | Russia (bandiera)      | C     | Aleksey Ivanov      |
| 91 | Paesi Bassi (bandiera) | C     | Lorenzo Ebecilio    |
| 99 | Russia (bandiera)      | A     | Pavel Ignatovich    |
| -  | Russia (bandiera)      | P     | Nikita Hajkin       |
| -  | Russia (bandiera)      | A     | Mikhail Markin      |

## Risultati

### Prem'er-Liga
| Arbitro: | Kirill Levnikov |

|                                                       |           |                                                             |
| Edgar Manucharyan 6’ (rig.) Kostyantyn Yaroshenko 85’ | Marcatori | 12’ Mitchell Donald 45'+2’ Oleg Vlasov 73’ Evgeniy Lutsenko |

| Arbitro: | Sergey Lapochkin |

|  |           |                           |
|  | Marcatori | 79’ (rig.) Seydou Doumbia |

| Saransk 15 agosto 2014, ore 18:00 3ª giornata | Mordovija        | 0 – 0 referto | Kuban' | Stadio Start (6.097 spett.)\| Arbitro: \| Aleksey Nikolaev \| |
| Arbitro:                                      | Aleksey Nikolaev |               |        |                                                               |

| Arbitro: | Sergey Karasev |

|                   |           |  |
| Rizvan Utsiev 69’ | Marcatori |  |

| Arbitro: | Vitali Meshkov |

|                                       |           |                     |
| Maksim Grigorjev 80’ Guélor Kanga 81’ | Marcatori | 61’ Mitchell Donald |

| Arbitro: | Vladimir Moskalev |

|                      |           |  |
| Evgeniy Lutsenko 21’ | Marcatori |  |

| Arbitro: | Igor Nizovtsev |

|                  |           |                  |
| Oumar Niasse 68’ | Marcatori | 14’ Viktor Vasin |

| Arbitro: | Kirill Levnikov |

|  |           |                         |
|  | Marcatori | 70’ Ruslan Mukhametshin |

| Arbitro: | Mikhail Vilkov |

|  |           |                                             |
|  | Marcatori | 64’ Maksim Semakin 84’ (rig.) Haris Handzic |

| Arbitro: | Igor Fedotov |

| |           |  |
| Igor Portnyagin 12’ Maksim Kanunnikov 70’ Gökdeniz Karadeniz 79’ Carlos Eduardo 81’ Gökdeniz Karadeniz 85’ (rig.) | Marcatori |  |

| Arbitro: | Aleksey Nikolaev |

|                                                                                        |           |  |
| Hulk 50’ Aleksandr Kerzhakov 55’ Ruslan Nakhushev 62’ (aut.) Axel Witsel 67’ Danny 70’ | Marcatori |  |

| Arbitro: | Vitali Meshkov |

|                                        |           |               |
| Marko Lomic 56’ (rig.) Marko Lomic 76’ | Marcatori | 38’ Joãozinho |

| Arbitro: | Sergej Ivanov |

|  |           |                  |
|  | Marcatori | 54’ Viktor Vasin |

| Arbitro: | Vladislav Bezborodov |

|                                                                        |           |                                                |
| Quincy Promes 9’ Quincy Promes 18’ João Carlos 27’ Artem Dzyuba 90'+3’ | Marcatori | 45’ (rig.) Marko Lomic 58’ Ruslan Mukhametshin |

| Arbitro: | Aleksey Matyunin |

|                 |           |  |
| Oleg Vlasov 29’ | Marcatori |  |

| Arbitro: | Vitali Meshkov |

|  |           |                   |
|  | Marcatori | 37’ Tomas Hubocan |

| Arbitro: | Aleksey Eskov |

|  |           |                    |
|  | Marcatori | 42’ Carlos Eduardo |

| Krasnodar 9 marzo 2015, ore 16:00 18ª giornata | Kuban'           | 0 – 0 referto | Mordovija | Stadio Kuban' (7.592 spett.)\| Arbitro: \| Aleksey Matyunin \| |
| Arbitro:                                       | Aleksey Matyunin |               |           |                                                                |

| Arbitro: | Vitali Rushakov |

|                                                                           |           |  |
| Alan Dzagoev 4’ Roman Eremenko 33’ Roman Eremenko 64’ Kirill Nababkin 79’ | Marcatori |  |

| Saransk 22 marzo 2015, ore 14:00 20ª giornata | Mordovija      | 0 – 0 referto | Lokomotiv Mosca | Stadio Start (7.787 spett.)\| Arbitro: \| Mikhail Vilkov \| |
| Arbitro:                                      | Mikhail Vilkov |               |                 |                                                             |

| Arbitro: | Igor Fedotov |

|                                                                              |           |  |
| Pavel Mamaev 5’ Pavel Mamaev 70’ Ricardo Laborde 85’ Vladimir Bystrov 90'+1’ | Marcatori |  |

| Arbitro: | Vladimir Moskalev |

|                         |           |  |
| Yannick Djaló 3’ (rig.) | Marcatori |  |

| Arbitro: | Kirill Levnikov |

|                                  |           |            |
| Douglas 42’ Kevin Kuranyi 45'+1’ | Marcatori | 86’ Danilo |

| Arbitro: | Sergej Ivanov |

|                        |           |                                                           |
| Ibrahima Niasse 90'+2’ | Marcatori | 46’ Quincy Promes 78’ Quincy Promes 90'+3’ Yura Movsisyan |

| Arbitro: | Sergey Kostevich |

|                                          |           |                       |
| Aslan Dudiev 50’ Ruslan Mukhametshin 80’ | Marcatori | 45’ Aleksandr Erokhin |

| Arbitro: | Vladislav Bezborodov |

|              |           |                                          |
| Marcinho 18’ | Marcatori | 22’ Milan Perendija 62’ Lorenzo Ebecilio |

| Arbitro: | Aleksey Matyunin |

|                            |           |  |
| Anri Khagush 45'+2’ (aut.) | Marcatori |  |

| Saransk 15 maggio 2015, ore 18:00 28ª giornata | Mordovija      | 0 – 0 referto | Rostov | Stadio Start (4.315 spett.)\| Arbitro: \| Sergey Karasev \| |
| Arbitro:                                       | Sergey Karasev |               |        |                                                             |

| Arbitro: | Aleksey Eskov |

|                      |           |  |
| Lorenzo Ebecilio 61’ | Marcatori |  |

| Arbitro: | Mikhail Vilkov |

|                                      |           |  |
| Vladimir Rykov 17’ Aleksey Pugin 90’ | Marcatori |  |

### Kubok Rossii
| Arbitro: | Yuri Aponasenko |

|                       |           |                                             |
| Vyacheslav Danilin 6’ | Marcatori | 42’ Ruslan Mukhametshin 90'+2’ Viktor Vasin |

| Arbitro: | Aleksey Matyunin |

|                                                                                                  |           |                        |
| Dmitriy Sysuev 53’ Evgeniy Lutsenko 54’ Oleg Vlasov 65’ Viktor Vasin 68’ Rustem Mukhametshin 73’ | Marcatori | 86’ (rig.) Artur Rylov |

| Arbitro: | Mikhail Vilkov |

|                 |           |  |
| Toni Sunjic 34’ | Marcatori |  |